# Бернард Ленс II
Бернард Ленс II (англ. Bernard Lens II; 1659—1725) — английский гравёр, первопроходец техники меццо-тинто в Англии, а также издатель.

## Биография
Бернард Ленс II был сыном Бернарда Ленса I — «безвестного живописца», голландского происхождения. Бернард Ленс I практиковал эмалевую технику и был автором религиозных трактатов.
Искусство Бернарда Ленса II заключалось в основном в развитии техники меццо-тинто, что является примером общей тенденции времени, когда «вопросы тональности, а не цвета, развивались вдали от офортной зависимости в линиях». Согласно Малкольму Чарльзу Саламану: «наиболее привлекательной» из его работ стал портрет леди Мэри Тюдор. Саламан отметил Ленса за его «практически уникальное» понимание в возможностях искусной передачи света в меццо-тинто, что отражено в его серии Fireworks. Эти отпечатки, созданные в ознаменование победы в Вильямитской войне в Ирландии, были «неотъемлемой составляющей репрезентативного усиления в политике» того времени.
Бернард был отцом более известного миниатюриста Бернарда Ленса III. Отец и сын работали над совместными проектами, например, в ходе поездки глав коренных американцев в Англию в 1710 году. В последний день их пребывания в Лондоне Бернард Ленс III создал миниатюрные портреты «четырёх королей», Бернард Ленс II скопировал их в технике меццо-тинто.